# Coenotephria reclamata
Coenotephria reclamata là một loài bướm đêm trong họ Geometridae.